# Мартин V
Папа Мартин V (на латински: Martinus V), с рождено име Одоне Колона, е римският папа, с чийто избор окончателно приключва Западната Папска схизма.

## Произход и кариера
Роденият около 1368 г. Одоне произхожда от влиятелното в Рим благородническо семейство Колона. Членовете на фамилията са издигани до високи аристократични санове, като братът на бъдещия папа – Джордано, получава титлите принц (княз) на Салерно и херцог на Веноза. Самият Одоне още като юноша е обявен за апостолически протонотарий и кариерата му бързо напредва във възходяща прогресия. Ръкоположен е за епископ на Урбино през 1390 г., а след 1405 г. вече носи кардиналска шапка, макар и само като кардинал-дякон, най-младшата кардиналска длъжност. Одоне Колона е посочен за делегат и представител на Александър V (антипапа) за изслушването на протестантския реформатор Ян Хус през 1410 г. Пътят отново среща Колона с Хус на събора в Констанц, когато последният е арестуван и екзекутиран като еретик, а кардиналът е номиниран и избран за новия папа Мартин V.

## Понтификат
На 6 ноември 1417 година участниците в Констанцки събор в лицето на 23 кардинали и 30 представители на „християнските нации“ – Германия, Англия, Испания, Франция и Италия (Полша е причислена към германската нация) – единодушно изборат за папа 49-годишния кардинал Колона. Новоизбраният папа, нямащ висши санове, в течение на три дни е посветен последователно в дякон, свещеник и епископ, което е необходимо за придобиване на върховната власт в Църквата.
Новоизбраният глава на Римокатолическата църква започва понтификата си с надеждите на целия християнски свят да прекъсне разделението, изгнанието и срамните години за папската институция.
След тържествената коронация, без да дочака закриването на събора, Мартин V тръгва към Италия. Но пътят към Рим му отнема три години. Свободното встъпване в Рим е нужно да се купи от Джована II Неаполитанска, кралица на Неапол, която дълго търгува, и от самозвания кондотиер Брачио да Монтоне, който, ползвайки се от хаоса, завзема властта в папската държава. Самото влизане на Мартин V във Вечния град не носи триумфален характер: разрушени домове, пустеещи дворци и разграбени църкви свидетелстват за дълбокия упадък на изоставената от папите столица на християнството. Мартин V енергично се заема с възстановяването на града. Той много сдържано се отнася към решенията на завършилия Констанцки събор.
Той успява, като консолидира властта и икономическата стабилност на папството, но и за миг не демонстрира желание за промяна и диалог с реформаторите от Средна и Западна Европа – последователите на Хус и Джон Уиклиф. Той дори издава едикт (папска була) за преследването им, който дава началото на религиозните Хусистки войни.

## Мартин V и робството
Робството е обичайно явление в Европа, Африка и Азия по време на управлението на Мартин. През XV век настроенията в Европа все по-често се обръщат против поробването на християните и Църквата осъжда такава практика, но това не се разпространява над друговерците.
По мнението на историка Кит Бъртън, Мартин санкционира кръстоносния поход против Африка през 1418 г. и това е в съответствие с по-късната була (1441), за санкциониране на португалската търговия с африкански роби. През март 1425 е издадена була, която заплашва с отлъчване всеки християнски търговец на роби. През юни 1425 Мартин предава на анатема тези, които продават роби християни на мюсюлманите. Това само усилва търговията с африкански роби. Така Енрике Мореплавателя подарява на папата десет чернокожи роби. Мартин поддържа колониалната експанзия.